# Kaltenberg (Oberösterreich)
Kaltenberg ist eine Gemeinde in Oberösterreich im Bezirk Freistadt im Mühlviertel mit 590 Einwohnern (Stand 1. Jänner 2024).

## Geografie
Kaltenberg liegt auf 842 m Höhe im Mühlviertel. Die Ausdehnung beträgt von Nord nach Süd 5,4 und von West nach Ost 6,4 Kilometer. Die Gesamtfläche umfasst 17,15 Quadratkilometer. Davon sind 47 Prozent bewaldet und 49 Prozent werden landwirtschaftlich genutzt.

### Gemeindegliederung
Das Gemeindegebiet umfasst folgende acht Ortschaften (in Klammern Einwohnerzahl Stand 1. Jänner 2024):
- Ebenort (88) samt Ebenort-Zerstreute Häuser
- Kaltenberg (189) samt Kaltenberg-Zerstreute Häuser
- Markersreith (38)
- Nadelberg (29)
- Pieberbach (85) samt Firling
- Silberberg (71) samt Silberberg-Zerstreute Häuser
- Tischberg (47)
- Weidenau (43)

Die Gemeinde besteht aus den Katastralgemeinden Markersreith und Silberberg.
Die Gemeinde gehört zum Gerichtsbezirk Freistadt.

### Nachbargemeinden
|               | Liebenau                                    |                 |
| Weitersfelden | Kompassrose, die auf Nachbargemeinden zeigt | Unterweißenbach |
| St. Leonhard  | Schönau                                     |                 |

## Geschichte

### Ortsgeschichte
Kaltenberg liegt auf einem hervorkragenden, Wind und Wetter ausgesetzten Berg und wurde um 1400 erstmals als Chaltenperig erwähnt. Es wurde auf den Gründen des früheren Kaltenberger-Guts gegründet, von dem der heutige Name der Gemeinde abgeleitet wurde. Die Entstehung des Orts hängt eng mit der Marienwallfahrt zusammen. Rund 300 Meter nördlich des Zentrums befindet sich die Ursprungskapelle, zu der jedes Jahr zahlreiche Wallfahrer pilgerten. Auf Grund der großen Anzahl an Pilgern wurde von der Herrschaft Ruttenstein eine Filialkirche der Pfarre Unterweißenbach errichtet, die 1658 geweiht wurde.
Seit 1785 ist Kaltenberg eine eigene Pfarre und vergrößerte zwischen 1798 und 1803 die Kirche auf die heutige Größe. Die Marienstatue, deren Alter auf rund 500 Jahre geschätzt wird, steht beim Hochaltar. Kaltenberg wurde zum zweitgrößten Marienwallfahrtsort im Mühlviertel.
Erst 1921 wurde Kaltenberg als eigene Gemeinde eingerichtet, indem das heutige Gemeindegebiet von Unterweißenbach abgetrennt wurde. 1938 wurde die Gemeinde wieder mit Unterweißenbach vereinigt, 1947 aber wiederhergestellt. Die Wiederherstellung erfolgte, weil Kaltenberg ohne dauernde finanzielle Hilfe überleben kann. Nach dem Zweiten Weltkrieg erfolgte der Ausbau der Infrastruktur, 1968 wurde das Gemeindewappen verliehen. Die Gemeinde gehörte bis Ende 2002 zum Gerichtsbezirk Unterweißenbach und wurde per 1. Jänner 2003 dem Gerichtsbezirk Freistadt zugeteilt.

### Entwicklung und Struktur
Im Jahr 1869 wohnten im Gemeindegebiet 630 Menschen. Bis 1971 wuchs die Bevölkerung auf 701 Einwohner an, der höchste Stand in der Geschichte. Seit 1971 nimmt die Bevölkerung ab, was vermutlich auf die dezentrale Lage zurückzuführen ist. Im Jahr 1991 hatte die Gemeinde 666 Einwohner, bei der Volkszählung 2001 nur mehr 655, was einem Rückgang von 1,7 % entspricht. Am 1. Jänner 2008 verzeichnete die Gemeinde 641 Einwohner.
Bei der Volkszählung 2001 betrug der Anteil der Einwohner, die 60 Jahre und älter waren, 16,8 %; 22,9 % waren unter 15 Jahre alt. Der Anteil der weiblichen Bevölkerung lag bei 48,1 %.
Von den 505 Bewohnern Kaltenbergs, die 2001 über 15 Jahre alt waren, hatten 2,2 % eine Universität, Fachhochschule oder Akademie abgeschlossen. Weitere 4,6 % hatten eine Matura absolviert, 39,2 % hatten einen Lehrabschluss oder eine berufsbildende mittlere Schule besucht, und 54,1 % aller Kaltenberger hatten die Pflichtschule als höchsten Abschluss.

### Herkunft und Sprache
Der deutsche Dialekt, der im Raum Kaltenberg sowie in Oberösterreich allgemein gesprochen wird, ist das Mittelbairische. 99,7 % der Kaltenberger gaben 2001 Deutsch als Umgangssprache an. Die restlichen 0,3 % sprachen andere Sprachen.
Der Anteil der Kaltenberger mit ausländischer Staatsbürgerschaft lag 2001 mit 0 % sehr weit unter dem Durchschnitt Oberösterreichs. In Kaltenberg leben nur in Österreich geborene Menschen und kein Gemeindebewohner hat eine ausländische Staatsbürgerschaft.

## Kultur und Sehenswürdigkeiten

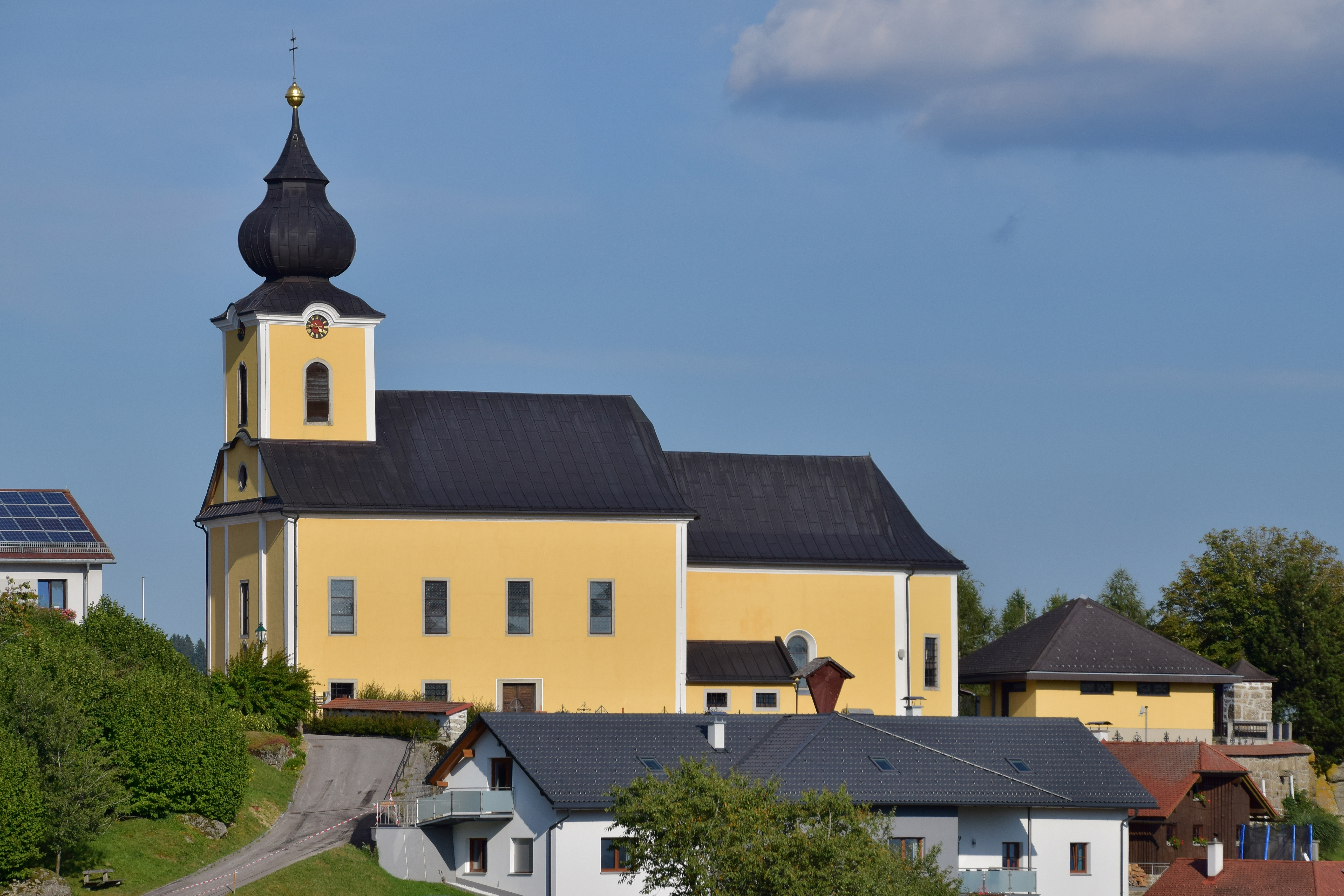
Pfarr- und Wallfahrtskirche Kaltenberg

- Katholische Pfarr- und Wallfahrtskirche Kaltenberg Mariä Heimsuchung: Die Kirche ist mit einem Kreuzweg mit gemauerten Stationen mit der Marktgemeinde Unterweißenbach verbunden.
- Ursprungskapelle bei einer großen Linde
- Kriegerdenkmal von Karl Spindelberger (1966/1967).

Naturdenkmäler
- Wollsackverwitterungen im Gemeindegebiet

## Wirtschaft und Infrastruktur
Kaltenberg ist Mitglied des Verbandes für Regional- und Tourismusentwicklung Mühlviertler Alm.

### Verkehr
- Straße: Kaltenberg wird von der Nordwaldkamm-Landesstraße (L 579) von Osten nach Westen durchquert. Am östlichen Rand des Gemeindegebietes führt die Kaltenberger Bezirksstraße (L 1448) von Norden nach Süden.
- Wanderweg: Der überregionale Wander- und Pilgerweg Johannesweg führt von Weitersfelden kommend über den Hauptort weiter nach Unterweißenbach.

### Bildung
Im Ort stehen ein Kindergarten und eine Volksschule zur Verfügung. Zusätzlich gibt es eine Bücherei.

### Sicherheit
Im Gemeindegebiet existieren zwei Freiwillige Feuerwehren, eine in Kaltenberg, die zweite in Silberberg.

## Politik

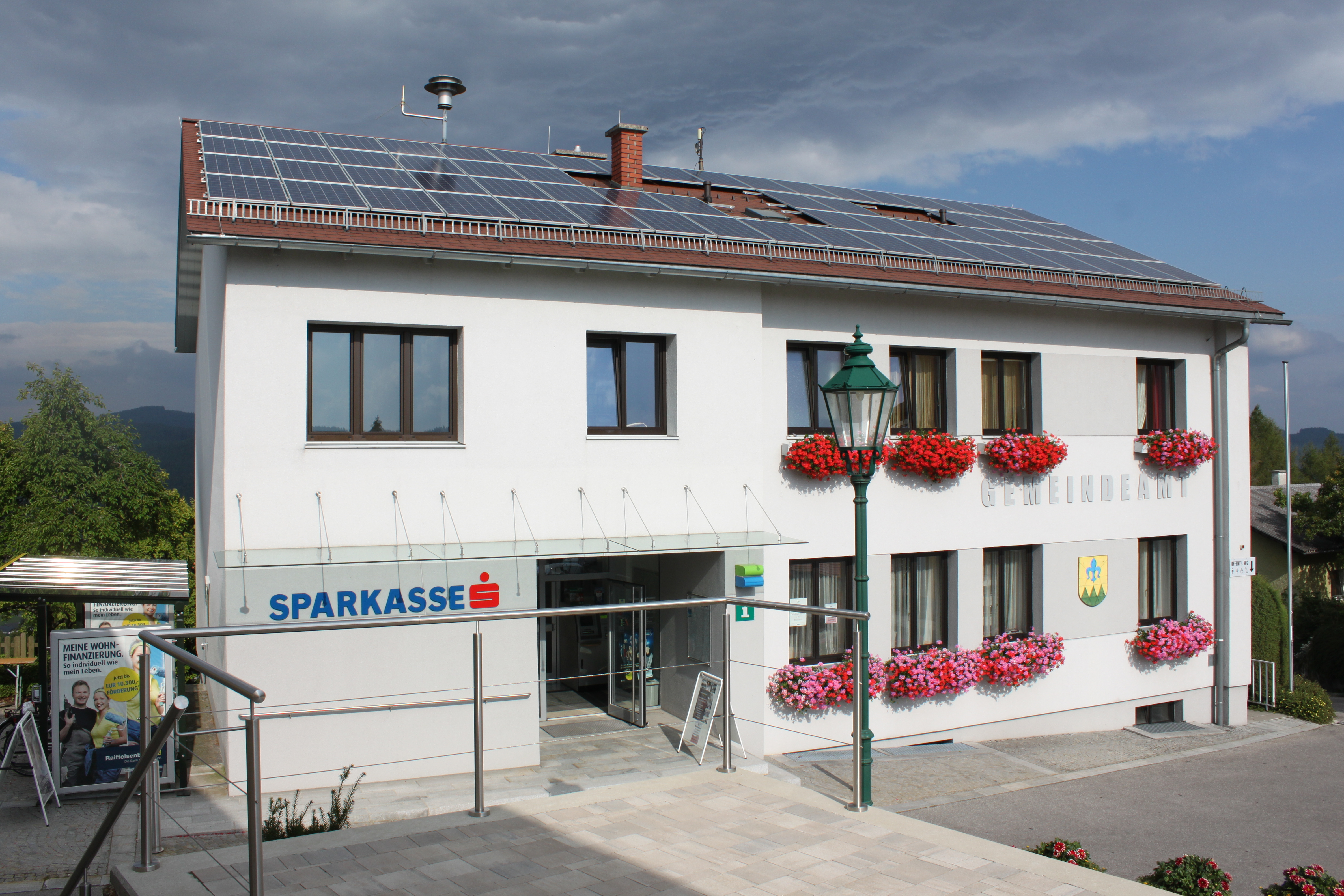
Gemeindeamt Kaltenberg

### Gemeinderat
Der Gemeinderat hat 13 Mitglieder.
- Mit den Gemeinderats- und Bürgermeisterwahlen in Oberösterreich 2003 hatte der Gemeinderat folgende Verteilung: 12 ÖVP und 1 FPÖ.
- Mit den Gemeinderats- und Bürgermeisterwahlen in Oberösterreich 2009 hatte der Gemeinderat folgende Verteilung: 11 ÖVP und 2 FPÖ.
- Mit den Gemeinderats- und Bürgermeisterwahlen in Oberösterreich 2015 hatte der Gemeinderat folgende Verteilung: 10 ÖVP und 3 FPÖ.
- Mit den Gemeinderats- und Bürgermeisterwahlen in Oberösterreich 2021 hat der Gemeinderat folgende Verteilung: 10 ÖVP und 3 FPÖ.[6][7]

Seit dem Jahr 1945 erreichte die ÖVP immer die absolute Mehrheit, zwischen 1949 und 1973 immer 100 %. Zweitstärkste Partei wurde zwischen 1985 und 1997 immer die SPÖ, die Partei trat 2003 nicht an. Die FPÖ tritt sporadisch an, zuletzt 2003 und wurde die zweitstärkste Partei. 2003 wurde die ÖVP mit 87,7 % stimmenstärkste Partei und regiert mit absoluter Mehrheit. Bei den Wahlen 2009 gab es nur geringfügige Änderungen, die ÖVP musste dabei ein Mandat an die FPÖ abtreten. Die Gemeinderatswahl 2015 hatte eine Wahlbeteiligung von 92,6 %.

### Bürgermeister
- bis 2009 Herbert Wurz (ÖVP)
- 2009–2016 Josef Hinterreither (ÖVP)
- seit 2016 Alois Reithmayr (ÖVP)[11]

### Gemeindepartnerschaften
- seit 1985: Die Freiwillige Feuerwehr Kaltenberg hat eine enge Verbindung zur deutschen Partnerfeuerwehr Lünen.[12]

### Wappen
Das Gemeindewappen zeigt in Gold über drei grünen, vom Schildfuß aufsteigenden Spitzen eine blaue, heraldische Lilie. Die Lilie, Attribut der Gottesmutter, zeigt die Bedeutung der Gemeinde als Marienwallfahrtsort auf. Die grünen Spitzen symbolisieren den Waldreichtum der Gemeinde. Die Gemeindefarben sind Gelb-Grün.
Die Verleihung des Gemeindewappens und der Gemeindefarben erfolgte am 27. Mai 1968.

## Persönlichkeiten

### Söhne und Töchter der Gemeinde
- Johann Rockenschaub (1886–1968), Politiker (CS/ÖVP) sowie Land- und Gastwirt
- Engelbert Lasinger (* 1960), Mundartdichter und Archivar
- Johannes Hiemetsberger (* 1971), Chorleiter und Dirigent